# Ë
Ë،  ë یکی از حروف الفبای زبان‌های آلبانیایی، کاشوبی و لادین می‌باشد. همچنین در زبان‌های آفریکانس، هلندی، فرانسوی، ناپولی و لوکزامبورگی نیز به صورت متغیری از E دیده‌می‌شود. 

## کاربردها
- در آفریکانس از ë زمانی استفاده می‌شود که بخواهند از اشتباه گرفتن دو واکهٔ پیاپی با واکهٔ مرکب پرهیز شود، مانند geër (به معنای دهنده)با تلفظ /xɪəɪr/ و geer (به معنای چیز گوه‌ای شکل) با تلفظ /xɪər/.
- Ë هشتمین حرف الفبای آلبانیایی است و صدای /ə/ را می‌رساند.
- استفاده از Ë در انگلیسی نادر است و برخی از نشریات مانند نیویورکر معمولاً از آن بهره می‌برند. استفاده از این حرف در انگلیسی در مواقعی است که بخواهند ملفوظ بودن e را نشان دهند، مانند نام رافائل (Raphaël).
- در زبان‌های فرانسوی و هلندی از این حرف در جایی بهره‌می‌برند که بخواهند از اشتباه گرفتن دو واکهٔ پیاپی با واکهٔ مرکب پرهیزشود، مانند نام فرانسوی نوئل (Noël).
- Ë نهمین حرف الفبای کاشوبی است و صدای /ə/ را می‌رساند.
- Ë در زبان لوکزامبورگی نشان‌دهندهٔ واکه بی‌رنگ تنش‌دار است.

## منبع
Wikipedia contributors, "Ë," Wikipedia, The Free Encyclopedia, http://en.wikipedia.org/w/index.php?title=%C3%8B&oldid=613119328 (accessed July 16, 2014). 